# 埃米利奥·莫拉
埃米利奥·莫拉·比达尔（西班牙語：Emilio Mola y Vidal；1887年6月9日—1937年6月3日）是西班牙的一名軍事領袖，於西班牙內戰前期領導國民軍對抗共和軍，他也是有名的第五縱隊一詞的起源。莫拉出生於古巴，之後在1907年加入西班牙軍隊，在1927年升為准將。

## 西班牙內戰
1936年春天，莫拉加入了前軍事領導人何塞·桑胡尔霍將軍所組織的西班牙軍事聯盟，計畫推翻西班牙第二共和國，並在國內替桑胡尔霍造勢。內戰爆發後，莫拉成為國民軍重要的指揮者，在桑胡尔霍因為飛機意外而死後，國民軍的指揮權即分為北部的莫拉和南部的佛朗哥，之後莫拉國民軍南下進攻馬德里，並發起幾場大型戰役。

## 死亡
1937年6月3日，莫拉搭乘飛機前往維多利亞，途中因為天氣過於惡劣而失事墜落，因此死亡。有傳聞認為他與桑胡尔霍相同，都遭到佛朗哥的暗殺，以防成为自己的政治對手，但沒有相關的證據。

## 資料來源
1. ↑  Jose Sanjurjo （页面存档备份，存于） at www.spartacus.schoolnet.co.uk